# Kóródszentmárton
Kóródszentmárton (románul Coroisânmartin, németül Martinsdorf) falu Romániában Maros megyében, Kóródszentmárton község központja.

## Fekvése
Marosvásárhelytől 15 km-re délre, a Kis-Küküllő jobb partján.

## Története

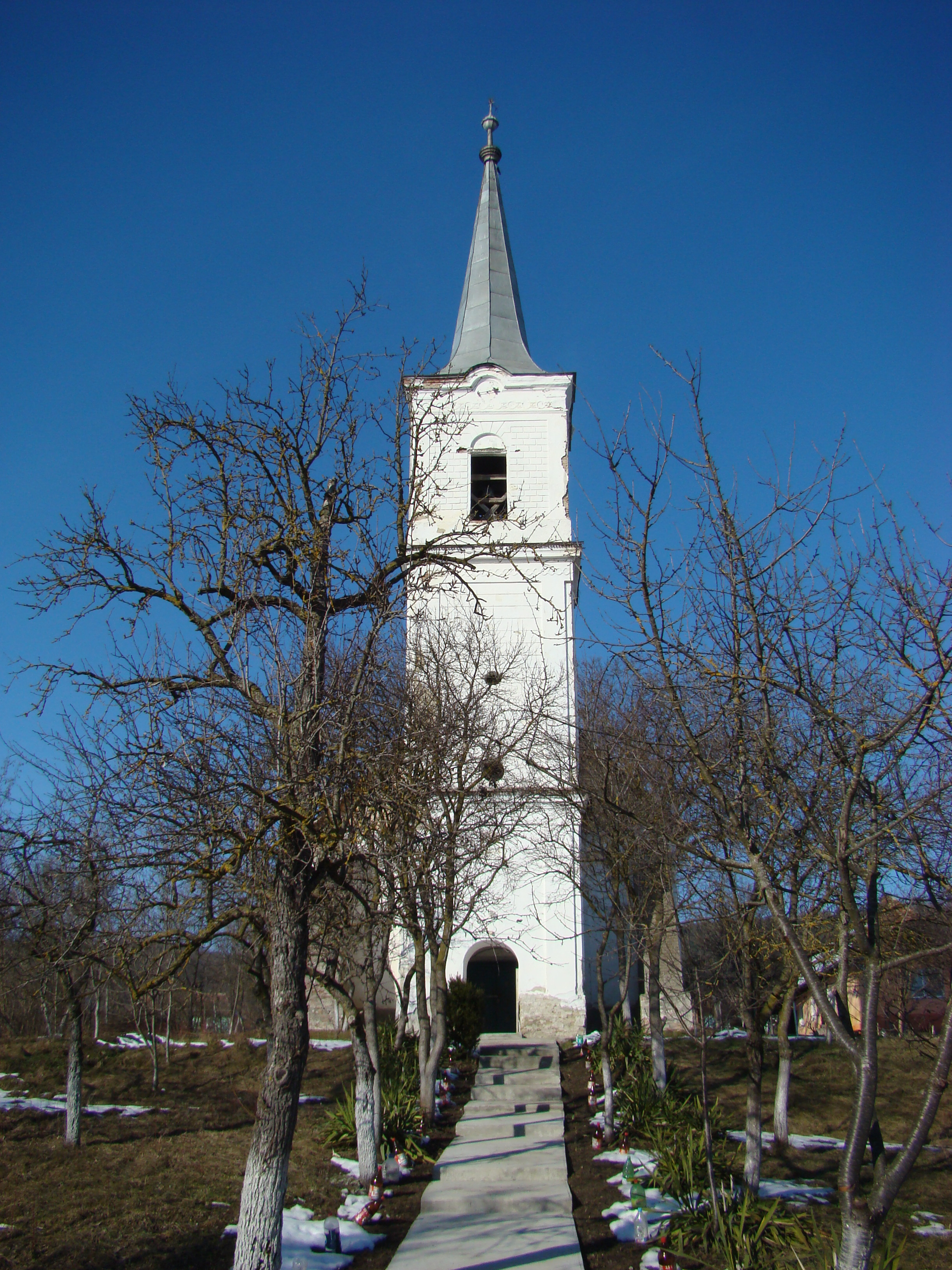
Református templom.

1324-ben Sanctus Martinis néven említették először. 
1325-ben p. Zentmarten, 1332-ben Sancto Martino, 1369-ben Sanctus Martinus, Zenthmarthun-11, 1412-ben Korogzenthmarthon, 1444-ben Chorodzenthmarthon, 1507-ben Koroghzenthmarton, 1808-ban Szentmárton (Kórod-), Martinsdorf néven írták.
1507-ben több család; így a Kórógyszentmártoni, Vajai, Szentbenedeki, Kórógyi Silei, Simonfi, Teke, Karácsonfalvi Mihályfi, Kórógyszentmártoni Bicsak családok birtoka volt.
1638-ban fából épült régi udvarház állott itt, egykori nemesi udvarházai mára mind elpusztultak.
Református templomának tornya erősen megdőlt az út felé.
A trianoni békeszerződésig Kis-Küküllő vármegye Erzsébetvárosi járásához tartozott.

## Népessége
1910-ben 820, többségben magyar lakosa volt, jelentős román és cigány kisebbséggel.
1992-ben  441 lakosából 222 magyar, 177 román, 40 cigány volt.

## Híres emberek
- Itt született Kolosváry Sándor (1840–1922) jogász, egyetemi tanár, a Magyar Tudományos Akadémia levelező tagja
- Itt született Orbán Rozália, Bolyai János felesége